# Jadwiga Szoszler-Wilejto
Jadwiga Szoszler-Wilejto, född 22 januari 1949, är en polsk bågskytt. Hon deltog vid olympiska sommarspelen 1972, 1976 och 1980.